# Resolució 2377 del Consell de Seguretat de les Nacions Unides
La Resolució 2377 del Consell de Seguretat de les Nacions Unides fou adoptada per unanimitat el 14 de setembre de 2017. El Consell va acordar el mandat i l'abast de la Missió de Verificació de les Nacions Unides a Colòmbia, tal com va proposar el secretari general António Guterres.

## Observacions
El representant estatunidenc va considerar Colòmbia com un exemple per al món, però també va dir que la pau era fràgil a causa de la insuficient infraestructura i inseguretat. El seu col·lega uruguaià va dir que la part més difícil encara estava per venir. El representant bolivià va considerar necessari millorar les condicions de vida dels més pobres a Colòmbia i tancar la bretxa de la pobresa entre zones urbanes i rurals.
El representant senegalès també va considerar el procés de pau político-econòmic a Colòmbia un exemple per al món, i especialment per als països africans. El representant colombià va dir que el seu país estava en una fase crucial i que necessitava una gran voluntat política i un suport internacional. També va acollir amb satisfacció l'alto el foc recentment acordat amb l'Exèrcit d'Alliberament Nacional (ELN), un altre grup rebel. Això permetia reconciliar tot el país.

## Contingut
El Consell de Seguretat es va mostrar satisfet amb el progrés que s'havia fet amb la cessió de les armes, com ara l'Acord Final per acabar amb el conflicte i construir una pau estable i duradora entre el govern colombià i el grup rebel FARC-EP. A mitjans d'agost, l'enviat de l'ONU a Colòmbia va informar que les FARC havien rendit totes les seves armes i havien aixecat els seus 26 campaments. A més, es van entregar unes 8.000 armes de foc i 22 tones d'explosius.

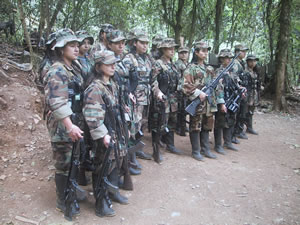
Guerrillers de les FAR en 1998–2002, a San Vicente del Caguán.

L'acord també va demanar a l'ONU que supervisés la reintegració de les FARC i la implementació de garanties de seguretat. La missió de verificació ja s'havia creat al juliol de 2017. Es va demanar al secretari general António Guterres que formulés una proposta sobre el seu àmbit i mandat.
Va presentar el seu informe el 30 d'agost de 2017. El Consell de Seguretat va coincidir amb la dimensió, els aspectes operatius i el mandat proposat per Guterres. La missió consistirà en aproximadament 120 observadors desarmats, complementats per un component cívic.